# Gaines
Gaines es una villa ubicada en el condado de Genesee en el estado estadounidense de Míchigan. En el Censo de 2010 tenía una población de 380 habitantes y una densidad poblacional de 394,41 personas por km².

## Geografía
Gaines se encuentra ubicada en las coordenadas 42°52′21″N 83°54′40″O / 42.87250, -83.91111. Según la Oficina del Censo de los Estados Unidos, Gaines tiene una superficie total de 0.96 km², de la cual 0.96 km² corresponden a tierra firme y (0%) 0 km² es agua.

## Demografía
Según el censo de 2010, había 380 personas residiendo en Gaines. La densidad de población era de 394,41 hab./km². De los 380 habitantes, Gaines estaba compuesto por el 97.89% blancos, el 0.26% eran afroamericanos, el 0.53% eran amerindios, el 0% eran asiáticos, el 0% eran isleños del Pacífico, el 0.26% eran de otras razas y el 1.05% pertenecían a dos o más razas. Del total de la población el 1.84% eran hispanos o latinos de cualquier raza.